# Ahmed Malallah
Ahmed Malallah (Arabic:أحمد مال الله) (sinh ngày 9 tháng 11 năm 1991) là một cầu thủ bóng đá người Các Tiểu vương quốc Ả Rập Thống nhất. Hiện tại anh thi đấu cho Emirates Club mượn từ Al-Ahli.

## Sự nghiệp quốc tế

### Bàn thắng quốc tế
Tỉ số và kết quả liệt kê bàn thắng của Các Tiểu vương quốc Ả Rập Thống nhất trước.
| #  | Ngày                 | Địa điểm                                                    | Đối thủ | Tỉ số | Kết quả | Giải đấu |
| -- | -------------------- | ----------------------------------------------------------- | ------- | ----- | ------- | -------- |
| 1. | 17 tháng 12 năm 2017 | Zabeel Stadium, Dubai, Các Tiểu vương quốc Ả Rập Thống nhất | Iraq    | 1–0   | 1–0     | Giao hữu |